# Mark Ambor

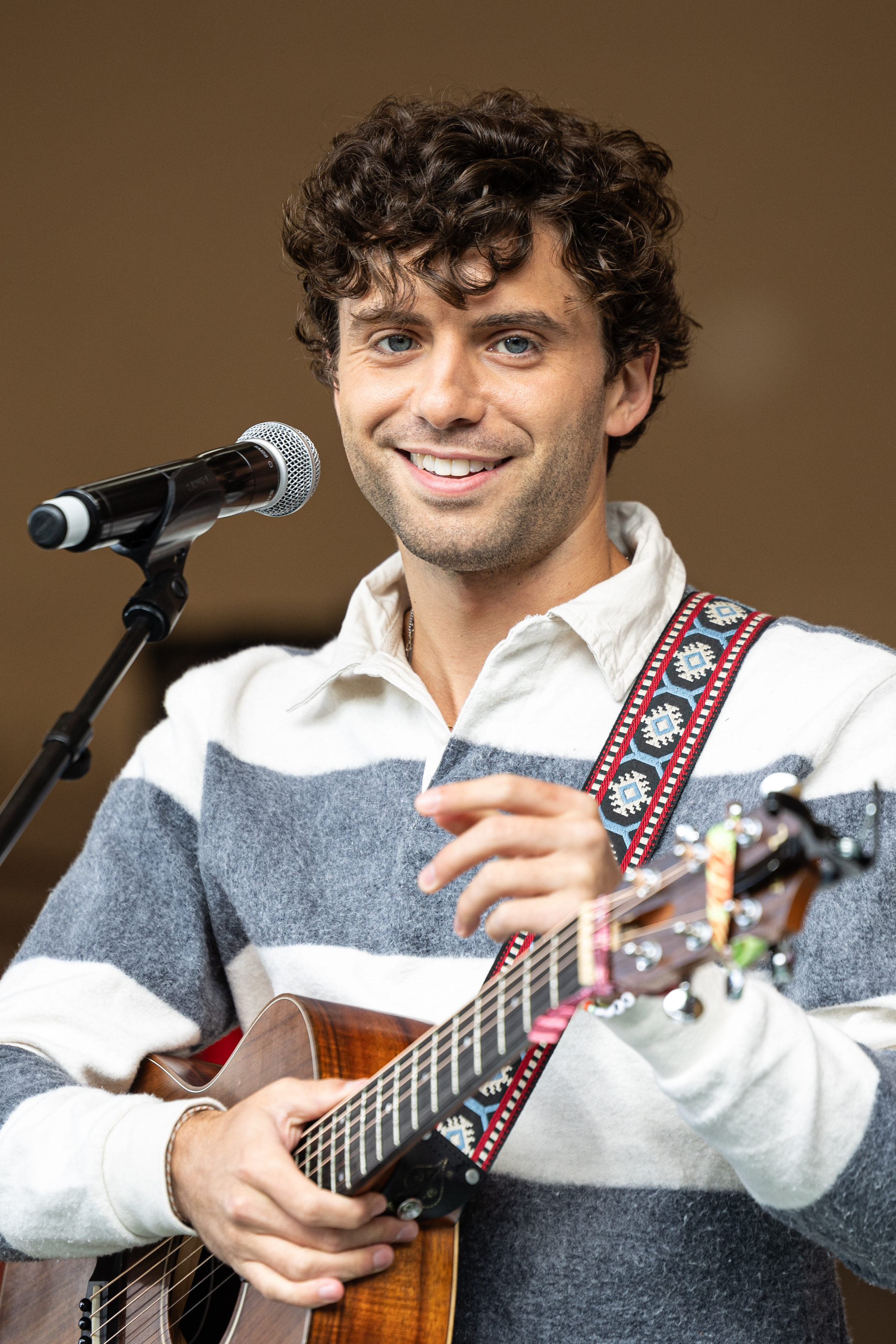
Mark Ambor, 2024

Mark Ambor (* 4. Dezember 1997 in Pleasantville (New York) als Mark Gregory Damboragian) ist ein US-amerikanischer Singer-Songwriter.

## Leben
Seit den frühen 2020er Jahren lanciert er Singles in den Genres Pop und Folkpop. Der Start war die Single It’s Us Again im Jahr 2020. 2021 erschien The Long Way. Der 2023 erschienenen Single Good to Be folgte im Jahr darauf eine Europatour.
Ambors Single Belong Together erschien im Februar 2024. Den Song produzierte Ambor zusammen mit Noel Zancanella. Sein Debütalbum Rockwood folgte im August 2024.

## Diskografie
Alben
- 2024: Rockwood

EPs
- 2022: Don’t You Worry

Singles
- 2023: I Hope All Works Out
- 2023: Good to Be
- 2024: Belong Together

## Auszeichnungen für Musikverkäufe
| Goldene Schallplatte - Belgien - 2024: für die Single Good to Be - 2024: für das Album Rockwood - Dänemark - 2024: für die Single Belong Together - Italien - 2024: für die Single Belong Together - Kanada - 2024: für die Single Good to Be - Neuseeland - 2024: für die Single Belong Together - Niederlande - 2024: für die Single Good to Be - 2024: für die Single Belong Together - 2024: für das Album Rockwood | Platin-Schallplatte - Australien - 2024: für die Single Belong Together - Polen - 2024: für die Single Belong Together - Portugal - 2024: für die Single Belong Together - Spanien - 2025: für die Single Belong Together 2× Platin-Schallplatte - Belgien - 2024: für die Single Belong Together - Kanada - 2024: für die Single Belong Together Diamantene Schallplatte - Frankreich - 2025: für die Single Belong Together |

Anmerkung: Auszeichnungen in Ländern aus den Charttabellen bzw. Chartboxen sind in ebendiesen zu finden.
| Land/RegionAuszeichnungen für Musikverkäufe (Land/Region, Auszeichnungen, Verkäufe, Quellen) | Gold       | Platin       | Diamant  | Verkäufe  | Quellen                   |
| -------------------------------------------------------------------------------------------- | ---------- | ------------ | -------- | --------- | ------------------------- |
| Australien (ARIA)                                                                            | —          | Platin1      | —        | 70.000    | aria.com.au               |
| Belgien (BRMA)                                                                               | 2× Gold2   | 2× Platin2   | —        | 110.000   | ultratop.be               |
| Dänemark (IFPI)                                                                              | Gold1      | —            | —        | 45.000    | ifpi.dk                   |
| Deutschland (BVMI)                                                                           | Gold1      | —            | —        | 300.000   | musikindustrie.de         |
| Frankreich (SNEP)                                                                            | —          | —            | Diamant1 | 333.333   | snepmusique.com           |
| Italien (FIMI)                                                                               | Gold1      | —            | —        | 50.000    | fimi.it                   |
| Kanada (MC)                                                                                  | Gold1      | 2× Platin2   | —        | 200.000   | musiccanada.com           |
| Neuseeland (RMNZ)                                                                            | Gold1      | —            | —        | 15.000    | aotearoamusiccharts.co.nz |
| Niederlande (NVPI)                                                                           | 3× Gold3   | —            | —        | 105.000   | nvpi.nl                   |
| Österreich (IFPI)                                                                            | —          | Platin1      | —        | 30.000    | ifpi.at                   |
| Polen (ZPAV)                                                                                 | —          | Platin1      | —        | 50.000    | olis.pl                   |
| Portugal (AFP)                                                                               | —          | Platin1      | —        | 10.000    | Einzelnachweise           |
| Schweiz (IFPI)                                                                               | —          | 2× Platin2   | —        | 60.000    | hitparade.ch              |
| Spanien (Promusicae)                                                                         | —          | Platin1      | —        | 60.000    | elportaldemusica.es       |
| Vereinigte Staaten (RIAA)                                                                    | —          | Platin1      | —        | 1.000.000 | riaa.com                  |
| Vereinigtes Königreich (BPI)                                                                 | —          | Platin1      | —        | 600.000   | bpi.co.uk                 |
| Insgesamt                                                                                    | 10× Gold10 | 13× Platin13 | Diamant1 |           |                           |